# Neoclytus acuminatus
Neoclytus acuminatus es una especie de escarabajo longicornio del género Neoclytus, tribu Clytini, subfamilia Cerambycinae. Fue descrita científicamente por Fabricius en 1775.

## Descripción
Mide 4-15 milímetros de longitud.

## Distribución
Se distribuye por Alemania, Inglaterra, Argentina, Austria, Bosnia y Herzegovina, Canadá, Croacia, Cuba, Estados Unidos, Francia, Hungría, Irlanda, Italia, México, Montenegro, Puerto Rico, Eslovenia, Portugal, Rumania, Serbia, Eslovaquia, Suiza y Chequia.